# Oude Kriek 3 Fonteinen
Oude Kriek 3 Fonteinen is een Belgisch bier.
Het bier wordt gebrouwen in Geuzestekerij 3 Fonteinen te Beersel.
Oude Kriek 3 Fonteinen is een kriek met een alcoholpercentage van 6%. Het bier wordt bekomen door rijping van krieken (vlees en pitten) in jonge lambiek). Na dit 6 à 8 maanden durend rijpingsproces hergist het bier na botteling nog minstens 4 maanden in de fles. Er worden geen smaak-, kleur- of zoetstoffen toegevoegd.
“Oude kriek” is door het Vlaams Centrum voor Agro- en Visserijmarketing (VLAM) erkend als streekproduct. Meer specifiek is Oude Kriek 3 Fonteinen als individueel bier erkend als streekproduct. Bovendien is het een door de Europese Unie beschermd label of Gegarandeerde traditionele specialiteit (GTS).